# عملیات ترنسم

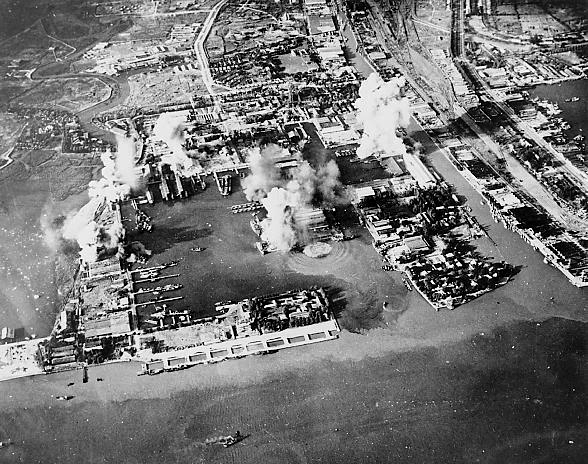
عملیان ترنسم

عملیان ترنسم (به انگلیسی: Operation Transom) یک حمله هوایی بزرگ به اهداف امپراتوری ژاپن در سورابایا در جاوه بود که در ۱۷ مهٔ ۱۹۴۴ میلادی و در جریان جنگ جهانی دوم به دست نیروهای ایالات متحده آمریکا و بریتانیا انجام‌پذیرفت.
این عملیات به همراه عملیات کاکپیت، نخستین حمله‌های هوایی دفاعی بزرگ رسته هوایی نیروی دریایی بریتانیا در خاور دور بودند.